# Lawrence Dickson
Lawrence Dickson, né le 31 mai 1920 dans le Bronx à New York et décédé le 23 décembre 1944, est un pilote américain de la Seconde Guerre mondiale et un membre du célèbre groupe d'Afro-Américains de la Seconde Guerre mondiale connu sous le nom de Tuskegee Airmen. Dickson effectue 68 missions pendant la Seconde Guerre mondiale avant d'être forcé de s'éjecter de son avion au-dessus de l'Autriche en 1944. Dickson est porté disparu au combat. Le 27 juillet 2018, les restes de Dickson sont identifiés par la Defense POW/MIA Accounting Agency.

## Biographie

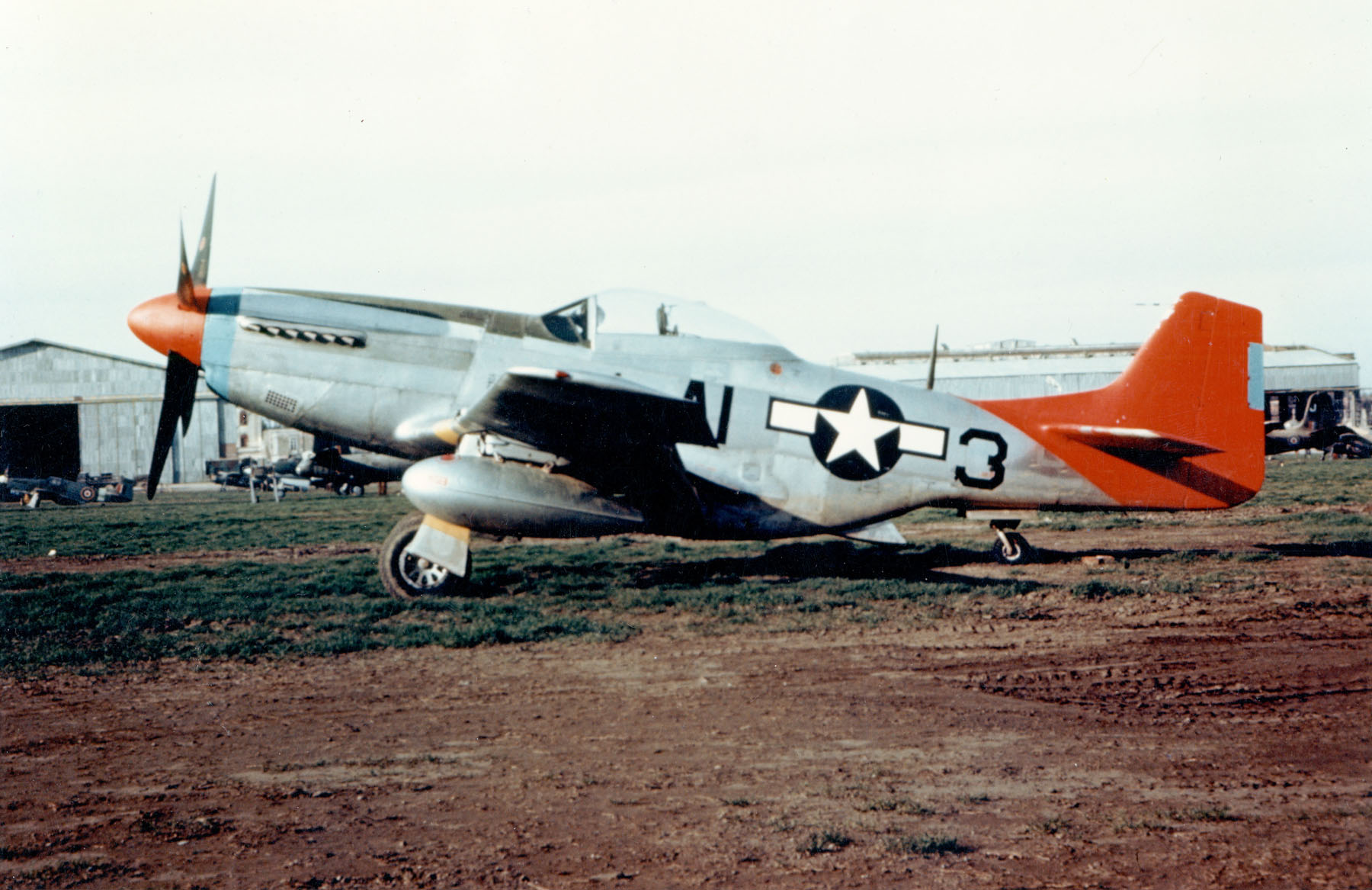
L'avion des Tuskegee Airmen avait des marques distinctives qui ont conduit au nom "Red Tails".

Dickson est diplômé de Tuskegee en Alabama le 25 mars 1943.
Il est envoyé en Italie et affecté au 100th Fighter Squadron (en) au sein du 332d Fighter Group (en). Le 23 décembre 1944, Dickson effectue sa 68e mission aux commandes de son avion dans le cadre d'une mission à Prague, en Tchécoslovaquie. Au retour, il s'éjecte de son avion P-51 au-dessus de l'Autriche. L'avion s'écrase et le pilote est porté disparu au combat,.
Au début de la mission, Dickson signale un problème de moteur et informe sa base de Ramitelli, en Italie, qu'il doit revenir. Le pilote se détache de la mission et deux ailiers escortent l'avion endommagé de Dickson. Le trio perd progressivement de l'altitude et Dickson cherche un endroit pour atterrir ou sauter. L'un de ses équipiers (Martin) pense se trouver près de la ville de Tarvisio, dans une région montagneuse du nord-est de l'Italie. Les deux ailiers de Dickson le suivent, mais ils sont contraints de prendre des mesures d'évitement lorsque l'avion de Dickson se crache et plonge, le problème de moteur de Dickson étant catastrophique et il est contraint de s'éjecter au-dessus de Hohenthurn, en Autriche. L'un de ses équipiers de Dickson insiste sur le fait qu'il a vu Dickson s'éjecter, mais les chutes de neige de décembre compliquent la recherche du parachute blanc du pilote qui est déclaré disparu au combat. Après la guerre, il est révélé que les archives allemandes ont signalé qu'un avion P-51 s'est écrasé sur ce site le jour de la disparition de Dickson.

### Récupération et enterrement

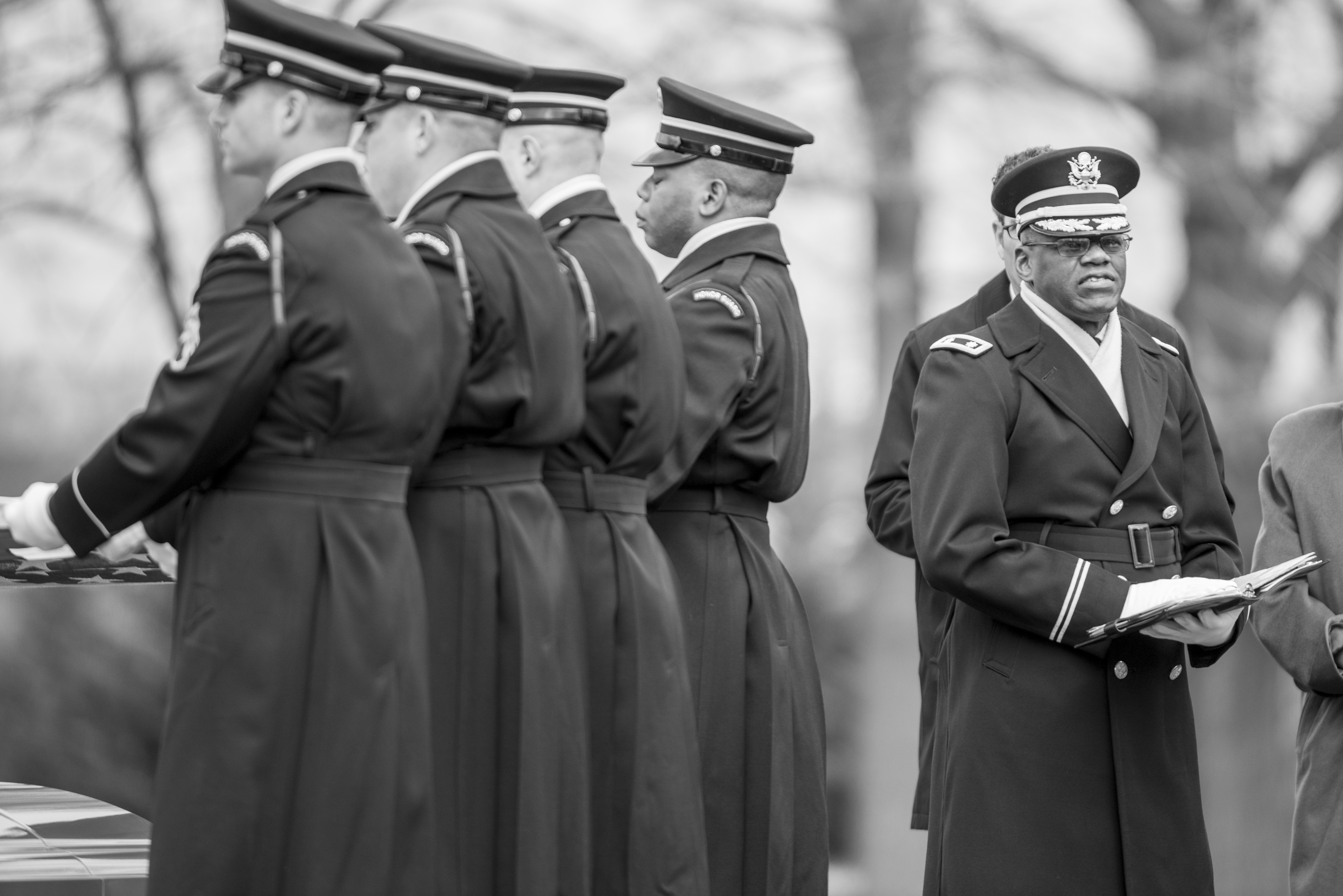
Funérailles de Dickson au cimetière national d'Arlington, le 22 mars 2019.

Le 27 juillet 2018, les restes de Dickson sont identifiés par la Defense POW/MIA Accounting Agency. Un chercheur nommé Roland Domanig découvre le site de l'accident et les restes humains. Le chercheur déclare qu'il a visité le site dans les années 1950 alors qu'il était enfant, mais qu'il n'a découvert les restes qu'en 2002. Une équipe d'archéologues est envoyée sur le site en 2017 et récupère des fragments d'os qui correspondent à l'ADN de la fille de Lawrence Dickson,.
Une bague de 14 carats portant l'inscription "P.D" avec un cœur et avec une flèche à travers est également récupérée sur le site de l'accident. La bague porte également l'inscription "L.E.D. 5-31-43". "P.D" sont les initiales de sa femme Phyllis Dickson, tandis que l'inscription "LED" correspond à son nom Lawrence E Dickson et "5-31-43" correspond au 31 mai 1943, son 23e anniversaire. L'armée récupère également un reste d'harmonica et une petite croix.
Le 22 mars 2019, Lawrence E. Dickson est inhumé lors d'une cérémonie au cimetière national d'Arlington. Quatre avions à réaction de l'Air Force survolent la cérémonie à laquelle assistent sa fille et ses petits-enfants. Sa fille Marla accepte le drapeau américain plié d'un général d'armée agenouillé.

### Vie personnelle
Lawrence Dickson est le fils d'Agnes C.Dickson et a deux frères. Il est marié à Phyllis avec qui il a une fille, Marla, née le 14 juillet 1942 à l'hôpital de Sydenham (en) de Harlem,.
La femme du pilote ne vit pas assez longtemps pour assister à l'enterrement de son mari, elle décéde le 28 décembre 2017 dans le Nevada à l'âge de 96 ans.

## Décorations
- Médaille d'or du Congrès
- Distinguished Flying Cross
- Air Medal avec quatre grappes de feuilles de chêne
- Purple Heart[3]